# Giovanni Maria Cassini
Pour les articles homonymes, voir Cassini.
Ce cartographe italien n’a pas de lien de parenté avec la célèbre famille française de cartographes
Giovanni Maria Cassini est un graveur au burin, dessinateur et cartographe italien, né en 1745 et mort en 1820 ou 1824.
Il a principalement exercé ses activités à Rome.

## Biographie
Giovanni Maria Cassini naît en 1745.
Il est élève de Giovanni Battista Piranesi et pratique l'eau-forte et le burin.
Il s'est spécialisé dans la gravure de sujets architecturaux et de perspectives. Il est connu pour Pelei et Tethydis Nuptiæ (Le Mariage de Peleus et Thetis) et une collection de 24 vues publiées à Rome.
Il invente une nouvelle forme de projection utilisée pour un atlas du royaume de Naples publié par Giovanni Antonio Rizzi Zannoni. Cassini est surtout connu comme fabricant de globe et est considéré comme le dernier des grands fabricants de globe du XVIIIe siècle. Ses cartes se distinguent par leur finesse de gravure, leurs impressions sombres et fortes, et leur travail de cartouche élaboré et distinctif.
Il est membre de l'Ordre des clercs réguliers de Somasque.